# Пактол
Пактол (на старогръцки: Πακτωλός, Paktolos; на турски: Sart Çayı) е древното име на река, близо до егейския бряг на Турция.
Тя е приток на древната река Хермус (днес Гедиз) в западна Мала Азия.
Тя извира от Боздаг Boz Dağı, (Boz Dağları), древната Тмолос-планина и се влива при Салихли в Гедиз. Реката е дълга около 25 км.

## Легенда
В гръцката митология Пактол е речен бог, син на Океан и на Тетида. Той е баща на Еврианаса, съпругата на Тантал.
Според легендата Пактол носел със себе си златни парченца, символ на богатството на град Сарди. Според митологията Мидас се къпал в Пактол, за да даде дарбата, всичко което докосне да става злато, на речния бог.
Плутарх (46 – 125 г.) казва, че Пактол са наричали Хризороас (Χρυσορρόας – „златоносна“) по златния пясък, което носели неговите води в изобилие и че реката е източник на богатството на Крез, царя на Лидия. По свидетелство на гръцкия географ Страбон (57 пр.н.е. – между 21 и 25 пр.н.е.), ресурсите на Пактол били изчерпани вече до началото на първи век.